# زیردریایی بی-۴۲۷
زیردریایی بی-۴۲۷ (به انگلیسی: Soviet submarine B-427) یک زیردریایی است که طول آن ۲۹۹ فوت ۶ اینچ (۹۱٫۲۹ متر) می‌باشد. این زیردریایی در سال ۱۹۷۱ ساخته شد.